# Израда звона
Израда звона обухвата ливење бронзаних звона и даље фино подешавање звука помоћу струга за скидање метала са звона да би се произвео препознатљив тон звона звучањем исправних музичких хармонија.
Израда звона у источној Азији датира око 2000. године п. н. е.  а у Европи од 4. или 5. века н.е. У Британији су археолошка ископавања открила трагове пећи, показујући да су звона често изливана на лицу места у јамама у цркви или њеном окружењу. 
У свету су још увек су активне бројне ливнице, неке користе традиционалне методе, а неке најновије ливничке технике. 

## Рана историја
Израда звона је била важна кроз историју древних цивилизација. Источна звона, позната по својој огромној величини, била су нека од најранијих звона, направљена много векова пре европског гвозденог доба. Најранија звона су направљена од керамике, а касније су се развила у ливење металних звона.  Археолошки докази о изради звона појављују се у неолитској Кини.
Најранија метална звона, од којих је једно пронађено на локалитету Таоси, а четири на локалитету Ерлитоу, датована су око 2000. п. н. е.  До 13. века п. н. е, звона тешка преко 150 кг била су изливена у Кини. После 1000. н.е, гвожђе је постало најчешће коришћени метал за звона уместо бронзе. Најраније датирано гвоздено звоно произведено је 1079. године, пронађено у провинцији Хубеј. 

## Развој

### Британија
Преносна звона су дошла у Британију са ширењем келтског хришћанства. Ливење звона у Британији настало је захваљујући монаштву у раном средњем веку.   Велика звона у Енглеској Беда помиње већ 670. године и до седмог или осмог века употреба звона постала је укључена у црквене службе. Скоро 200 година касније, у десетом веку је први запис о потпуном циклусу звукова звона.   "Поглавар монаха", био је стручњак за метале и познати ливац звона.  Методе обликовања ливењем од изгубљеног воска описао је бенедиктински монах из тринаестог века Валтер де Одингтон из опатије Евешам. 
Касније је уследила израда звона као комерцијални занат. Независни мајстори су основали сталне ливнице у градовима, као што су Лондон, Глостер, Солсбери, Бери Ст Едмундс, Норич и Колчестер.  Често су га комбиновали са сродним занатима, као што су израда металних производа, производња посуђа и израда оружја.  Неки мајстори су били на путу, путујући од цркве до цркве да би на лицу места излили звона.
Ова рана звона су имала лош тон, како због њиховог променљивог састава легуре, тако и због недостатка разумевања за производњу исправног облика за хармонични тон; али је временом звонаст облик побољшан. 
Археолошка ископавања црквених дворишта у Британији открила су пећи, што сугерише да су звона често изливана на лицу места у јамама ископаним у грађевинском земљишту. Велики Том Катедрале Линколна изливен је у дворишту Минстера 1610. године, а велико звоно из Кентерберија у дворишту Катедрале 1762.  Када је ливење завршено, изнад јаме за ливење је изграђен торањ, а звоно је подигнуто директно у кулу.  У неким случајевима,  звона су заправо изливена у цркви.
- Изливена звона Whitechapel Bell Foundry око 1880, Државна библиотека Новог Јужног Велса
- Црквена звона у радионици Whitechapel Bell Foundry, око 1880.
- Калупи за црквена звона Whitechapel Bell Foundry

### Холандија и Ниске Земље
Франсоа Емони (око 1609–1667) и његов брат Питер  Хемони (1619–1680) били су највећи оснивачи кариљонских звона у историји Ниских земаља. Развили су кариљон, у сарадњи са Јакобом ван Ејком, у пуноправни музички инструмент тако што су излили први штимовани кариљон 1644. године. Браћа Хемони се сматрају првим од модерних западних оснивача звона који су користили научни приступ у стварању оптималног облика и прилагођавању звона хармонским принципима.

## Материјали

### Метал за звоно
Звона за производњу функционалног звука обично се израђују ливењем метала, легуре бронзе. Кроз историју је постојало много експериментисања са композицијом; звона Хенрија II имала су скоро двоструко више бакра од калаја, док су много ранија асирска бронзана звона имала десет пута већу количину бакра у односу на калај.  Ипак, призната најбоља композиција за метал за звоно је однос од приближно 80 процената бакра и 20 процената калаја.  Метал звона овог односа се користи више од 3.000 година и познат је по својој резонанци и „привлачном звуку“.  Калај и бакар су релативно меки метали који ће се деформисати при удару. Легирањем се ствара тврђи и чвршћи метал, али и он са већом еластичношћу од употребе самог метала.  Ово омогућава бољу резонанцу и узрокује да звоно „вибрира као опруга када се удари“, што је неопходан квалитет јер клапер може да удари при брзинама до 600 миља на сат.
Силе које држе калај и бакар заједно узрокују вибрације, а не пукотине када се звоно удари, што ствара резонантни тон.  Ова комбинација метала такође резултира чврстим, дуготрајним материјалом који је отпоран на оксидацију и подложан је само почетном површинском атмосферском утицају. Формира се заштитна патина на површини звона која га штити од даље оксидације.  Најчвршћа и најјача бронза садржи велике количине калаја и мало олова, мада ће легура са више од 25 процената калаја имати ниску тачку топљења и постати ломљива и подложна пуцању.  
Ниска тачка топљења показала се као непријатељ трећег покушаја руског изливања Цар-звона од 1733. до 1735.  Звоно никада није зазвонило, а огромна плоча (11,5 тона) је пукла током пожара у Кремљу 1737. пре него што је икада могла да буде подигнута из јаме за ливење. Запаљено дрво пало је у јаму за ливење, а одлука је била да ли да се пусти да изгори и ризикује да се звоно отопи или се полије водом и ризикује да пукне од пребрзог хлађења. Изабран је други ризик и, како се страховало, због неравномерног хлађења, звоно је оштећено. Метал звона се сматрао толико вредним да су први бронзани новчићи за Енглеску направљени у Француској од претопљених старих звона. 

### Остали метали
Други материјали који се повремено користе за ливење звона су месинг или гвожђе. Челик је испробан током периода ужурбане градње цркава средином деветнаестог века, због своје економичности у односу на бронзу, али је утврђено да није издржљив и производња је престала 1870-их.  Такође су направљена од стакла, али иако су звона ове врсте давала успешан тон, ова супстанца, која је била веома крхка, није могла да издржи сталну употребу клапера. 
По народном предању, метал звона је садржао злато и сребро, као саставне делове легуре, јер је забележено да су богати и побожни људи бацали новчиће у пећ када су се изливала звона у порти цркве. Веровало се да ова пракса побољшава тон звона. Ово је, међутим, вероватно погрешно јер не постоје аутентичне анализе метала звона, древних или модерних, које показују да је злато или сребро икада коришћено као саставни део легуре. Ако се користи у великој мери, додатак би повредио тон, а не побољшао га.   Мале количине других метала пронађених у старом металу звона су вероватно нечистоће у металима који се користе за формирање легуре. 
Украсна звона могу се направити од материјала као што су рог, дрво, глина. 

## Процес ливења
Принцип ливења звона остао је у суштини исти од 12. века. Звона се изливају са отвором надоле, у дводелном калупу који се састоји од језгра и преко њега постављеног плашта или поклопца. Они се производе до тачних профила тако да између њих постоји ваздушни простор који се пуни растопљеним металом. 
Уместо челичног омотача и цемента, унутрашњи и спољашњи калупи се такође могу направити у потпуности од иловаче. У овој фази се убацује челична спајалица са које ће клапна да виси. Средства за одвајање се користе како би се спречило да се лажно звоно превише залепи за оба калупа. Коначно, након подизања спољашњег калупа, лажно звоно се може уништити и спољашњи калуп спустити назад на унутрашњи калуп, спреман за ливење.  

### Сипање метала
Спољашњи калуп за звоно у поклопцу или плашту спушта се преко унутрашњег калупа и они се стежу заједно, остављајући простор између њих, који ће истопљени метал испунити. Комплетан калуп се понекад налази у јами за ливење која га стабилизује и омогућава спорије хлађење, или изнад земље на отвореном, у зависности од традиције ливнице. 
Сировине бакра и калаја се топе у пећи док не постану течне на температури од приближно 1.100 °C (2.010 °F).
Течни метал се сипа у калуп, користећи или нагибни лонац окачен на дизалицу, или систем канала од цигли изграђен у јами за ливење, који омогућава металу да тече директно из пећи у калуп. Како метал улази у калуп, рупе на врху плашта осигуравају да гасови могу да изађу, иначе би постојао ризик да би звоно било порозно и подложно пуцању. Порозност се такође може развити ако је калуп влажан, или није на одговарајућој температури, или метал када се сипа није довољно врућ. Одливу се оставља да се хлади до неколико дана, а великим звонима може бити потребно више од недељу дана да се охладе. Мала звона испод 230 кг, могу се извадити из калупа следећег дана. 

### Хлађење
Након што се звоно и опрема охладе, калуп, у коме се налази новоизливено звоно, подиже се из јаме помоћу истурених клинова кућишта звона. 

## Подешавање звука
Звона су ливена са дефинисаним профилима који су усавршени почетком 20. века како би се осигурало да се могу хармонично подесити уклањањем малих количина метала. 
Много експериментисања и тестирања је било посвећено током векова да се одреди тачан облик који би резултирао најбољим тоном.  Са проналаском модерних машина за обраду метала, ово је прецизније урађено коришћењем струга за вертикално подешавање, који је могао да уклања метал на било којој позицији до струка звона, чиме је омогућено подешавање и поуздано увођење хармоничког подешавања у процес производње.

## Постављање клапера
Пожељни материјал за клапер је ковано гвожђе, али пошто се то више не може набавити, сада се користе клапне од дрвета или ливеног гвожђа.   Клапер или језичак се производи у сличном поступку као и звоно. Посебна пажња се посвећује да буде одговарајуће тежине, јер клапер који је превише лаган неће показати праве тонове звона, а тешки клапер може изазвати пуцање звона.  На врху звона су избушене рупе, а клапна је причвршћена за унутрашњу страну звона или металном спајалицом или кожном траком.  

## Даривање звона
Од самог почетка употребе звона у богослужбеним радњама, постојао је и обичај њиховог даривања. О томе говоре многи стари записи, као и натписи на самим звонима, који саопштавају кратке и веома сажете податке: име дародавца, мотив, повод и годину даривања, као и име храма коме је дар, односно звоно намењено.
Звона су Цркви даривали првенствено владари, а затим властела, свештеници и монаси, као и успешни и богати људи. Није редак пример да су заједничким добровољним прилогом житељи места куповали и даривали звона својој цркви. Ипак, најчешћи дародавци звона били су и остали владари. Тако је белгијска краљица Фабиола (Фабиола де Мора y Арагóн) у част 150-годишњице успостављања дипломатских односа између Белгије и Русије, 15. септембра 2001. године поклонила велико звоно Саборној цркви Светог Петра и Павла у Санкт Петербургу.

## Изливање звона у Србији
У крајеве средњевековне српске државе прва звона су допремљена из Венеције и Дубровника. Црква их је прихватила и брзо су постала саставни део великог броја богослужбених храмова. Тако је било све до почетка вишевековног турског освајања, када су после њихове забране делом уништена, а делом склоњена.
Дуго година највеће звоно у Србији било је звоно на звонику Храма Вазнесења Господњег у Чуругу код Новог Сада, тешко 4.775 кг. Његову величину (тежину) надмашило је тек 2001. године највеће звоно Храма Светог Саве у Београду (од 49 колико их је постављено) тешко 6.180 кг, изливено у аустријској ливници "Гарсмајер" у Инзбруку, да би у јесен 2011. године, у част прославе осам векова Манастира Милешеве, тај манастир добио звоно тешко 9 тона, изливено у звоноливници "Пјатков" (Колокольный завод Пятков и К) на Уралу.
Најстарије сачувано звоно са натписом на српскословенском језику потиче из 1429. године. Данас се оно чува у бугарском граду Ћустендилу. Друга по старини су два звона из 1432. године, што их је Цркви Светог Николе у селу Бањи код Пећи даривао властелин Родоп. Оба Родопова звона су сачувана; једно се налази у ризници Пећке патријаршије, а друго у Народном музеју у Београду. Трећа по старини су три звона из Манастира Градац у Чачку, пронађена 1875. године приликом копања темеља за нову цркву. Звона је Манастиру подарио градачки митрополит Нићифор 1454. године. Како су за време турске владавине звона систематски уништавана „због схватања верујућих у Алаха да се звоњавом црквених звона одашиљу титраји који нарушавају мир и спокојан починак душа преминулих муслимана” (византолог Радивој Радић), верује се да су она закопана у манастирском дворишту. Као прворазредни културни споменик чувана су затим у Народном музеју у Београду, да би 1914. године пред непријатељем била склоњена под земљу. Нажалост, место чувања звона је откривено и аустроугарска војска их се докопала. Звона су одвезена у Аустрију и ту им се губи сваки траг. Сматра се да су претопљена у топове.